# Алексеевское сельское поселение (Крым)
Алексеевское се́льское поселе́ние (укр. Олексіївське сільське поселення, крымскотат. Эски Али Кеч кой юрту, Eski Ali Keç köy yurtu) — муниципальное образование в составе Первомайского района Республики Крым России.

## География
Поселение расположено в западной части района, в степном Крыму, на возвышенном плато, у границы с Раздольненским районом. Граничит на севере со Степновским, на востоке с Сары-Башским и на юге с Кормовским сельскими поселениями.
Площадь поселения 141,21 км².
Транспортное сообщение осуществляется по региональным автодорогам 35Н-440 от шоссе Красноперекопск — Симферополь и 35Н-405 до Кормового (по украинской классификации — С-0-11120 и С-0-11020).

## Население
| 2001 | 2014 | 2015 | 2016 | 2017 | 2018 | 2019 |
| ---- | ---- | ---- | ---- | ---- | ---- | ---- |
| 1437 | ↘945 | ↗947 | ↘937 | ↘922 | ↘896 | ↘876 |
| 2020 | 2021 |      |      |      |      |      |
| ↘866 | ↘728 |      |      |      |      |      |

## Состав сельского поселения
Поселение включает 2 населённых пункта:
| № | Населённый пункт | Тип населённого пункта | Население на 2014 год |
| - | ---------------- | ---------------------- | --------------------- |
| 1 | Алексеевка       | село, центр            | ↘913                  |
| 2 | Привольное       | село                   | ↘32                   |